# Phleum bertolonii
Phleum bertolonii är en gräsart som beskrevs av Dc. Phleum bertolonii ingår i släktet timotejer, och familjen gräs. Inga underarter finns listade i Catalogue of Life.

## Bildgalleri

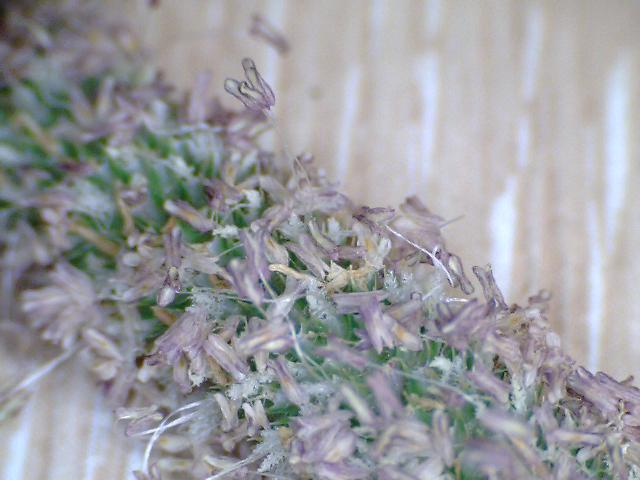
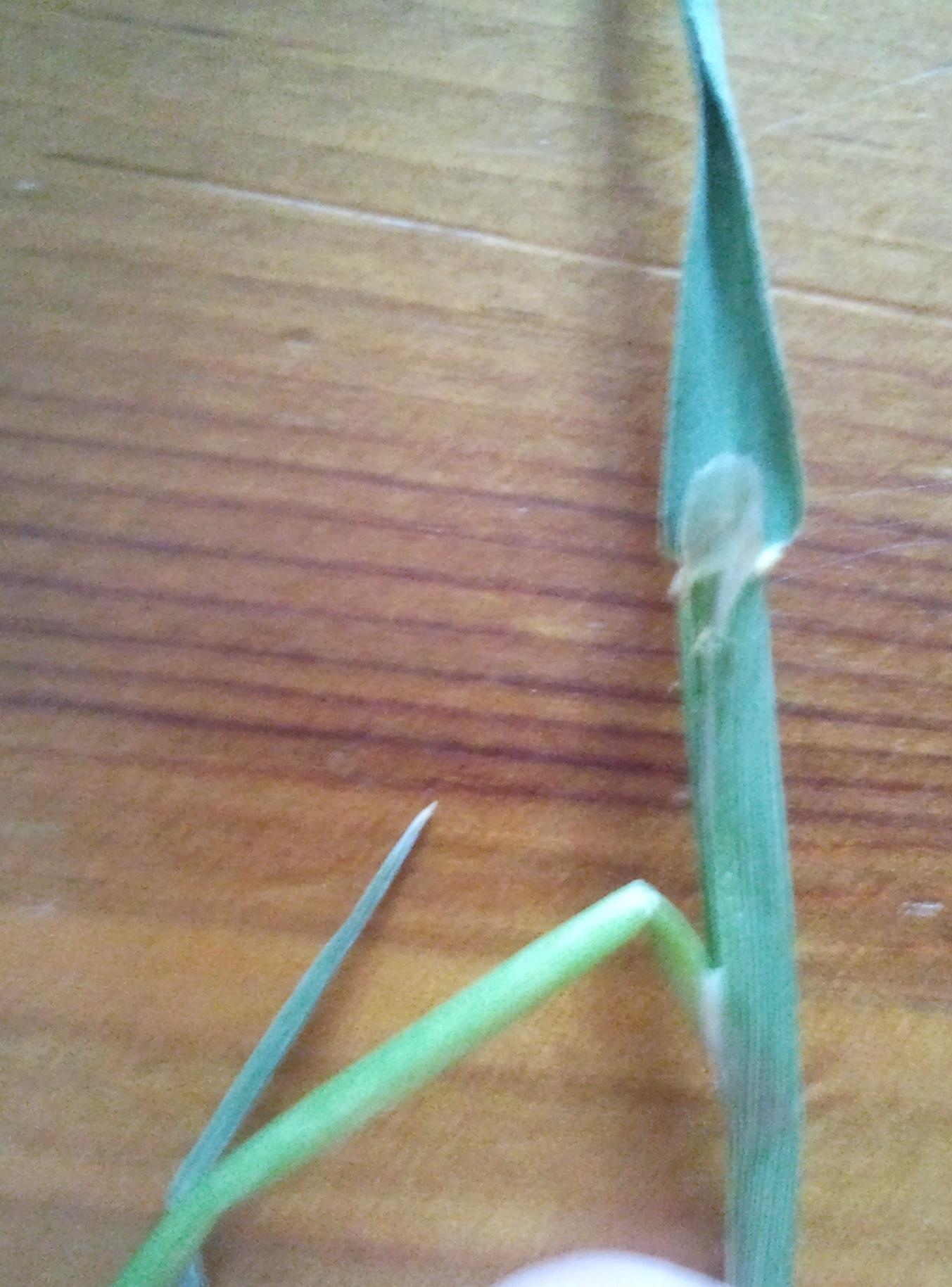
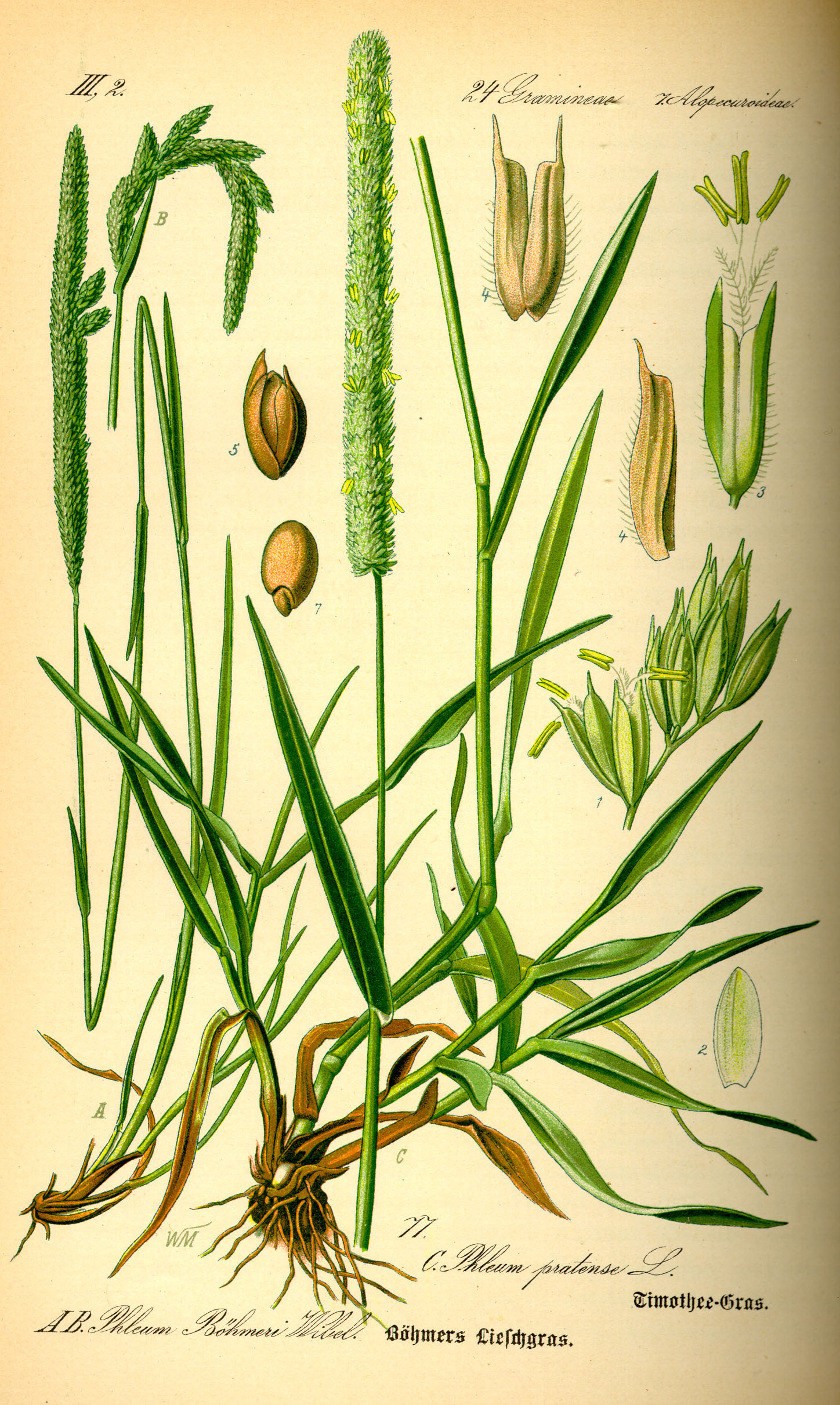
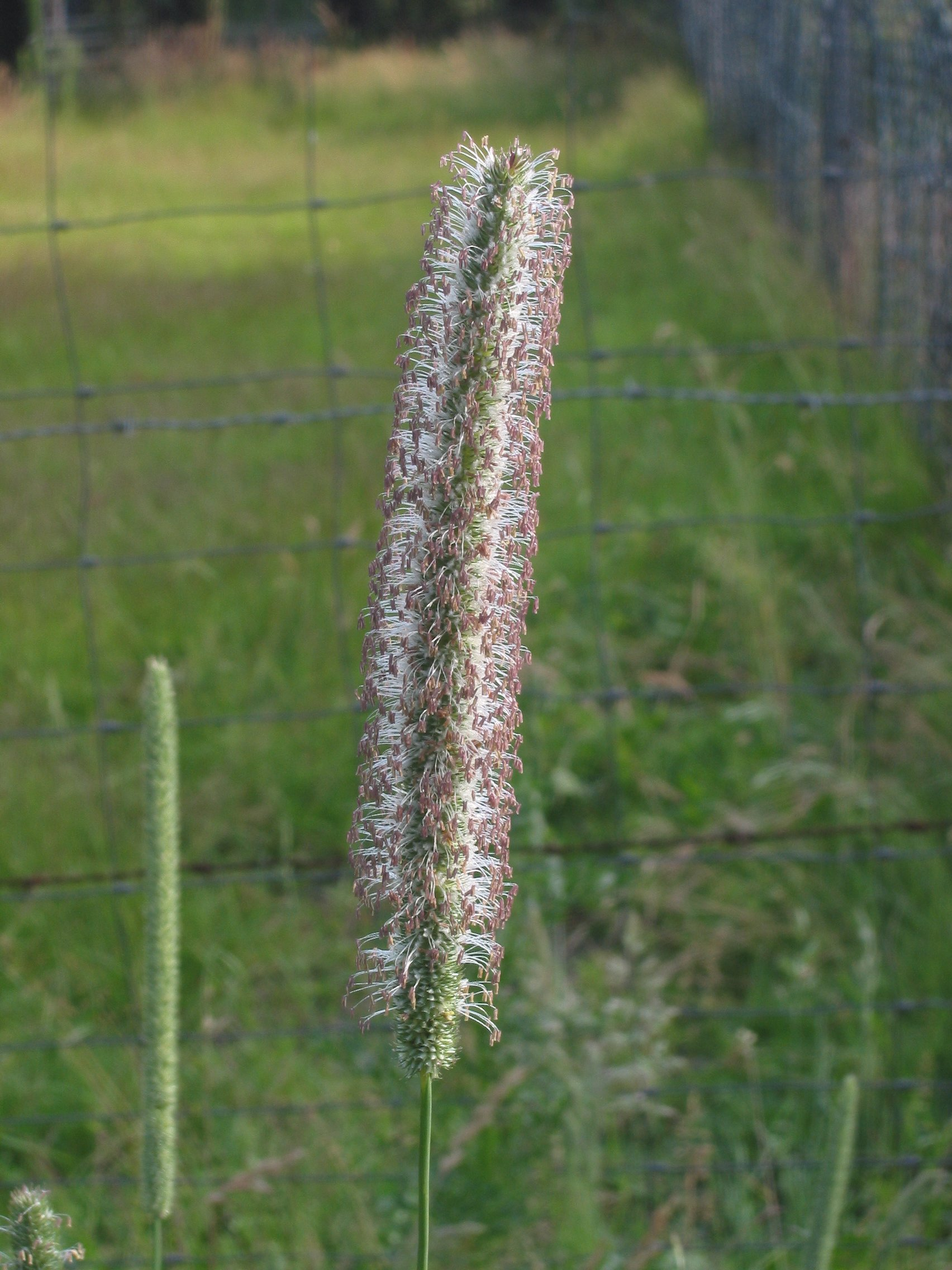
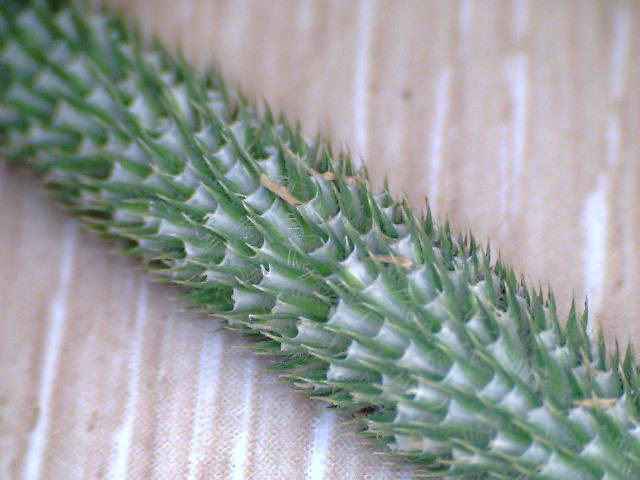
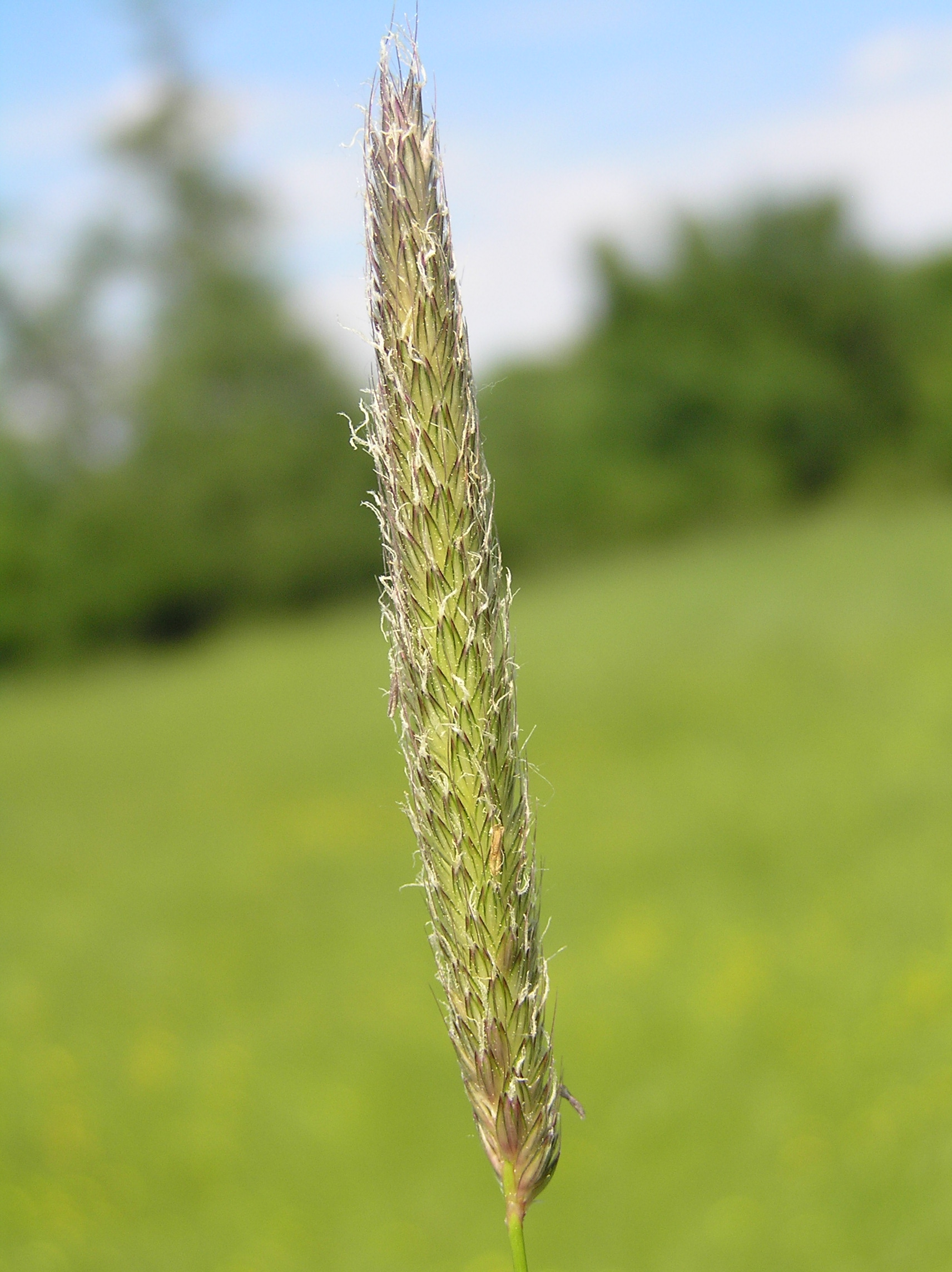